# 68e cérémonie des British Academy Film Awards
Pour la cérémonie des BAFTAs récompensant la télévision, voir la 62e cérémonie des British Academy Television Awards.

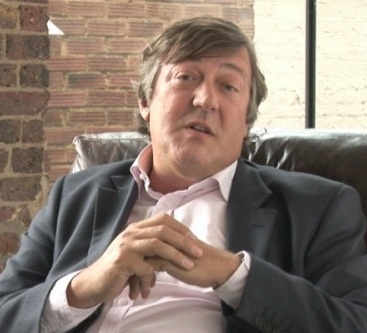
Stephen Fry, hôte de la cérémonie.

La 68e cérémonie des British Academy Film Awards (BAFA), organisés par la British Academy of Film and Television Arts (BAFTA), a eu lieu le 8 février 2015 au Royal Opera House et a récompensé les films sortis en 2014. Elle a été présentée par Stephen Fry pour la dixième fois.
Les nominations ont été annoncées le 9 janvier 2015.

## Présentateurs et intervenants
Par ordre d'apparition.
- Stephen Fry, hôte de la cérémonie

## Palmarès

### Meilleur film
- Boyhood
  - Birdman
  - The Grand Budapest Hotel
  - Imitation Game (The Imitation Game)
  - Une merveilleuse histoire du temps (The Theory of Everything)

### Meilleur film britannique
- Une merveilleuse histoire du temps (The Theory of Everything)
  - '71
  - Imitation Game (The Imitation Game)
  - Paddington
  - Pride
  - Under the Skin

### Meilleur réalisateur
- Richard Linklater pour Boyhood
  - Wes Anderson pour The Grand Budapest Hotel
  - Damien Chazelle pour Whiplash
  - Alejandro González Iñárritu pour Birdman
  - James Marsh pour Une merveilleuse histoire du temps (The Theory of Everything)

### Meilleur acteur
- Eddie Redmayne pour le rôle de Stephen Hawking dans Une merveilleuse histoire du temps (The Theory of Everything)
  - Benedict Cumberbatch pour le rôle de Alan Turing dans Imitation Game (The Imitation Game)
  - Ralph Fiennes pour le rôle de Gustave H. dans The Grand Budapest Hotel
  - Jake Gyllenhaal pour le rôle de Lou Bloom dans Night Call (Nightcrawler)
  - Michael Keaton pour le rôle de Riggan Thompson dans Birdman

### Meilleure actrice
- Julianne Moore pour le rôle du Dr Alice Howland dans Still Alice
  - Amy Adams pour le rôle de Margaret Keane dans Big Eyes
  - Felicity Jones pour le rôle de Jane Hawking dans Une merveilleuse histoire du temps (The Theory of Everything)
  - Rosamund Pike pour le rôle d'Amy Dunne dans Gone Girl
  - Reese Witherspoon pour le rôle de Cheryl Strayed dans Wild

### Meilleur acteur dans un second rôle
- J. K. Simmons pour le rôle de Terence Fletcher dans Whiplash
  - Steve Carell pour le rôle de John Du Pont dans Foxcatcher
  - Ethan Hawke pour le rôle de Mason Sr. dans Boyhood
  - Edward Norton pour le rôle de Mike Shiner dans Birdman
  - Mark Ruffalo pour le rôle de Dave Schultz dans Foxcatcher

### Meilleure actrice dans un second rôle
- Patricia Arquette pour le rôle de la mère dans Boyhood
  - Keira Knightley pour le rôle de Joan Clarke dans Imitation Game (The Imitation Game)
  - Imelda Staunton pour le rôle de Hefina Headon (en) dans Pride
  - Emma Stone pour le rôle de Sam Thompson dans Birdman
  - Rene Russo pour le rôle de Nina dans Night Call (Nightcrawler)

### Meilleur scénario original
- The Grand Budapest Hotel – Wes Anderson et Hugo Guinness
  - Birdman – Alejandro González Iñárritu, Nicolás Giacobone, Alexander Dinelaris et Armando Bo
  - Boyhood – Richard Linklater
  - Night Call (Nightcrawler) – Dan Gilroy
  - Whiplash – Damien Chazelle

### Meilleur scénario adapté
- Une merveilleuse histoire du temps (The Theory of Everything) – Anthony McCarten
  - American Sniper –  Jason Hall
  - Gone Girl – Gillian Flynn
  - Imitation Game (The Imitation Game) – Graham Moore
  - Paddington – Paul King et Hamish McColl

### Meilleurs décors
- The Grand Budapest Hotel – Adam Stockhausen et Anna Pinnock
  - Big Eyes – Rick Heinrichs et Shane Vieau
  - Imitation Game (The Imitation Game) – Maria Djurkovic et Tatiana MacDonald
  - Interstellar – Nathan Crowley et Gary Fettis
  - Mr. Turner – Suzie Davies et Charlotte Watts

### Meilleurs costumes
- The Grand Budapest Hotel – Milena Canonero
  - Imitation Game (The Imitation Game) – Sammy Sheldon
  - Into the Woods  – Colleen Atwood
  - Mr. Turner – Jacqueline Durran
  - Une merveilleuse histoire du temps (The Theory of Everything) – Steven Noble

### Meilleurs maquillages et coiffures
- The Grand Budapest Hotel – Frances Hannon
  - Les Gardiens de la galaxie (Guardians of the Galaxy) – Elizabeth Yianni-Georgiou et David White
  - Into the Woods  – J. Roy Helland et Peter King
  - Mr. Turner – Christine Blundell et Lesa Warrener
  - Une merveilleuse histoire du temps (The Theory of Everything) – Jan Sewell

### Meilleure photographie
- Birdman – Emmanuel Lubezki
  - The Grand Budapest Hotel – Robert Yeoman
  - Ida – Łukasz Żal et Ryszard Lenczewski
  - Interstellar – Hoyte Van Hoytema
  - Mr. Turner – Dick Pope

### Meilleur montage
- Whiplash – Tom Cross
  - Birdman – Stephen Mirrione et Douglas Crise
  - The Grand Budapest Hotel – Barney Pilling (en)
  - Imitation Game (The Imitation Game) – William Goldenberg
  - Night Call (Nightcrawler) – John Gilroy
  - Une merveilleuse histoire du temps (The Theory of Everything) – Jinx Godfrey

### Meilleurs effets visuels
- Interstellar – Paul J. Franklin, Scott R. Fisher et Andrew Lockley
  - Les Gardiens de la galaxie (Guardians of the Galaxy) – Stéphane Ceretti, Paul Corbould, Jonathan Fawkner et Nicolas Aithadi
  - Le Hobbit : La Bataille des Cinq Armées (The Hobbit: The Battle of the Five Armies) – Joe Letteri, Eric Saindon, David R. Clayton et R. Christopher White
  - La Planète des singes : L'Affrontement (Dawn of the Planet of the Apes) – Joe Letteri, Dan Lemmon, Erik Winquist et Daniel Barrett
  - X-Men: Days of Future Past – Richard Stammers, Anders Langlands, Anders Langlands, Tim Crosbie et Cameron Waldbauer

### Meilleur son
- Whiplash – Thomas Curley, Ben Wilkins et Craig Mann
  - American Sniper – Walt Martin, John T. Reitz, Gregg Rudloff, Alan Robert Murray et Bub Asman
  - Birdman – Thomas Varga, Martín Hernández, Aaron Glascock, Jon Taylor et Frank A. Montaño
  - The Grand Budapest Hotel – Wayne Lemmer, Christopher Scarabosio et Pawel Wdowczak
  - Imitation Game (The Imitation Game) – John Midgley, Lee Walpole, Stuart Hilliker et Martin Jensen

### Meilleure musique de film
- The Grand Budapest Hotel – Alexandre Desplat
  - Birdman – Antonio Sánchez
  - Interstellar – Hans Zimmer
  - Under the Skin – Mica Levi
  - Une merveilleuse histoire du temps (The Theory of Everything) – Jóhann Jóhannsson

### Meilleur film en langue étrangère
- Ida  Pologne  Danemark  France  Royaume-Uni (en polonais)
  - Deux jours, une nuit  Belgique  France  Italie (en français)
  - Favelas (Trash)  Brésil  Royaume-Uni (en portugais)
  - Léviathan (Левиафан, Leviafan)  Russie (en russe)
  - The Lunchbox (द लंच बॉक्स, Dabba)  Inde  France  Allemagne  États-Unis (en hindi)

### Meilleur film d'animation
- La Grande Aventure Lego (The Lego Movie)
  - Les Boxtrolls (The Boxtrolls)
  - Les Nouveaux Héros (Big Hero 6)

### Meilleur film documentaire
- Citizenfour
  - 20,000 Days on Earth
  - À la recherche de Vivian Maier (Finding Vivian Maier)
  - Twenty Feet from Stardom
  - Virunga

### Meilleur court métrage
- Boogaloo and Graham
  - Emotional Fusebox
  - The Karman Line
  - Slap
  - Three Brothers

### Meilleur court métrage d'animation
- The Bigger Picture
  - Monkey Love Experiments
  - My Dad

### Meilleur nouveau scénariste, réalisateur ou producteur britannique
- Stephen Beresford (en) (scénariste) et David Livingstone (producteur) – Pride
  - Elaine Constantine (réalisateur et scénariste) – Northern Soul
  - Yann Demange (réalisateur) et Gregory Burke (scénariste) – '71
  - Hong Khaou (réalisateur et scénariste) – Lilting ou la délicatesse (Lilting)
  - Paul Katis (réalisateur) et Andrew De Lothbiniere (producteur) – En terrain miné

### Meilleure contribution au cinéma britannique
- BBC Films

### EE Rising Star Award
Meilleur espoir. Résulte d'un vote du public.
- Jack O'Connell
  - Gugu Mbatha-Raw
  - Margot Robbie
  - Miles Teller
  - Shailene Woodley

### Academy Fellowship
- Mike Leigh

## Statistiques

### Nominations multiples
11 : The Grand Budapest Hotel
10 : Birdman, Une merveilleuse histoire du temps
9 : Imitation Game
5 : Boyhood, Whiplash
4 : Interstellar, Mr. Turner, Night Call
3 : Pride
2 : '71, American Sniper, Big Eyes, Foxcatcher, Les Gardiens de la galaxie, Gone Girl, Ida, Into the Woods, Paddington, Under the Skin

### Récompenses multiples
5 : The Grand Budapest Hotel
3 : Une merveilleuse histoire du temps, Boyhood, Whiplash